# Alan Cousin
Alan Cousin (født 7. marts 1938, død 20. september 2016) var en skotsk fodboldspiller (angriber).
Cousin tilbragte størstedelen af sin karriere hos Dundee F.C., som han repræsenterede i 10 år, fra 1955 til 1965. Her var han med til at vinde det skotske mesterskab i 1962. Han repræsenterede desuden Hibernian og Falkirk.

## Titler
Skotsk mesterskab
- 1962 med Dundee